# Studio J
Studio J — это лейбл, созданный Пак Чинёном в январе 2015 года. Пак описал Studio J как лейбл, который выведет JYPE в новое направление в музыке. Саб-лейбл будет создавать музыку, которая вместо того, чтобы обращаться к мейнстриму, будет демонстрировать свободных и глубоких исполнителей. Несколько дней спустя он объявил, что G.Soul станет первым артистом в списке Studio J.

## История
19 января 2015 года G.Soul дебютировал с альбомом Coming Home и стал первым артистом Studio J после 15 лет стажировки.
7 сентября 2015 года Studio J дебютировала со своей первой поп-рок группой Day6, состоящей из шести человек: Сонджин, Джэ, Ёнкей, Джунхёк, Вонпиль и Доун.
29 декабря 2016 года Studio J объявила, что в 2017 году у Day6 будет свой ежемесячный проект под названием Every DAY6. Проект будет выпускать по две песни каждый месяц шестого числа (кроме мая, июня, августа и октября) вместе с концертами перед выпуском песни.
1 ноября 2021 года JYP Entertainment анонсировали свою новую группу Xdinary Heroes.

## Исполнители
Группы
- Day6
- Xdinary Heroes

Саб-юниты
- Even of Day

Соло
- Young K
- Dowoon
- Wonpil

### Бывшие Исполнители
- Park Jimin (2012—2019)
- Baek Yerin (2012—2019)
- Baek A Yeon (2012—2019)
- G.Soul (2015—2017)
- Jo Kwon
- Day6
  - Junhyeok (2015—2016)
  - Jae Park (2015—2021)
- Bernard Park (2014—2022)